# Star Trek: Jurnalul 4
Star Trek: Jurnalul 4 (1975) (titlu original Star Trek Log 4) este o carte science fiction scrisă de Alan Dean Foster. Ea reprezintă a patra novelizare a unor episoade din Star Trek: Seria animată și a fost publicată inițial de Ballantine Books. Data stelară la care are loc acțiunea este 5267-5577 (2269) .

## Conținut
- Incidentul Terratin (The Terratin Incident)
- Capcana timpului (The Time Trap)
- Reptilele ghinioniste (More Tribbles, More Troubles)

## Intriga

### Incidentul Terratin
Adaptare după un scenariu de Paul Schneider.
Echipjul navei Enterprise investighează o transmisie ciudată de date. Dar între timp încep să scadă din înălțime. După câteva minute sunt prea mici pentru a-și mai putea controla nava spațială.

### Capcana timpului
Adaptare după un scenariu de Joyce Perry.
Nava Enterprise urmărește o navă klingoniană inamică în Cuadrantul Delta. Brusc, ambele nave dispar.

### Reptilele ghinioniste
Adaptare după un scenariu de David Gerrold.
Cyrano Jones este un negustor intergalactic. Acesta aduce la bordul navei Enterprise o încărcătură formată din sute de reptile păroase. Dar acestea încep să crească din ce în ce mai mari.

## Personaje
- Arex
- James T. Kirk
- Spock
- Leonard McCoy
- Montgomery Scott
- Hikaru Sulu
- Uhura
- Kyle